# 北梅里克 (紐約州)
北梅里克（英語：North Merrick）是位於美國紐約州拿騷縣的普查規定居民點。

## 人口
根據2020年美國人口普查的數據，北梅里克的面積為4.47平方千米，當中陸地面積為4.45平方千米，而水域面積為0.02平方千米。當地共有人口12238人，而人口密度為每平方千米2,737.81人。